# Salla, Steiermark
Salla är en ort i kommunen Maria Lankowitz i distriktet Voitsberg  i förbundslandet Steiermark i Österrike. Salla var tidigare en självständig kommun, men blev den 1 januari 2015 en del av kommunen Maria Lankowitz.